# Chayapol Jutamas
Chayapol Jutamas (tiếng Thái: ชยพล จุฑามาศ; hay còn gọi là AJ (tiếng Thái: เอเจ), sinh ngày 9 tháng 3 năm 2001) là một diễn viên, người mẫu người Thái Lan lai Thái và Mỹ. Anh được biết qua phim Cause You're My boy (2018), The Gifted (2018), Friend Zone (2018), Dark Blue Kiss (2019), The Gifted: Graduation (2020).

## Tiểu sử và sự nghiệp

### Tiểu sử
AJ sinh ngày 9 tháng 3 năm 2001 tại Băng Cốc, Thái Lan. Anh có một người em song sinh là JJ (Chayakorn Jutamas). Tên của AJ bắt nguồn từ việc tên bố anh bắt đầu bằng chữ "A" và sau đó gia đình đã đặt tên cho anh là A Junior (AJ). Anh từng học mẫu giáo tại trường St. Francis Xavier, học tiểu học tại trường Sarasas Witaed Saimai và học trung học phổ thông tại trường Traimitwitthayalai. Hiện nay, anh đang học cử nhân Khoa nghệ thuật tự do Đổi mới giao tiếp xã hội Đại học Srinakharinwirot. AJ cùng với em trai là thành viên trong đội bóng rổ của trường và môn thể thao yêu thích của AJ cũng là bóng rổ.

### Sự nghiệp
AJ ra mắt với lần đầu tiên với vai phụ trong dự án phim 'Cause You're My Boy (2018). Hiện nay, anh đang hoạt động dưới trướng GMMTV.

## Điện ảnh

### Phim truyền hình
| Năm  | Tên phim                      | Vai                  | Ghi chú           | Chú thích |
| ---- | ----------------------------- | -------------------- | ----------------- | --------- |
| 2018 | 'Cause You're My Boy          | Ton                  | Vai phụ           | [ 5 ]     |
| 2018 | The Gifted                    | Chanuj Saeliu(Jack)  | Vai chính         |           |
| 2018 | Friend Zone                   | Ta                   | Vai phụ           |           |
| 2018 | Our Skyy                      | Ton                  | Khách mời         |           |
| 2019 | He's Coming to Me             | JJ                   | Vai phụ (Tập 2-4) |           |
| 2019 | Dark Blue Kiss                | Non                  | Vai phụ           | [ 6 ]     |
| 2020 | Turn Left Turn Right          | Mon                  | Khách mời         |           |
| 2020 | The Gifted: Graduation        | Chanuj Saeliu (Jack) | Vai chính         | [ 7 ]     |
| 2020 | Friend Zone 2: Dangerous Area | Ta                   | Khách mời         |           |
| 2021 | Fish Upon the Sky             | Jeans                | Vai phụ           | [ 8 ]     |
| 2022 | The Eclipse                   | Wat                  | Vai phụ           | [ 9 ]     |
| 2022 | Home School                   |                      | Vai chính         |           |
| 2022 | Good Old Days                 | A                    | Vai phụ           |           |

### TV Show
| Năm  | Tên phim                     | Ghi chú                                           | Chú thích |
| ---- | ---------------------------- | ------------------------------------------------- | --------- |
| 2018 | School Rangers               | Khách mời (Ep. 99-101, 106-107, 141-142, 145-146) |           |
| 2018 | Cougar on the Prowl Season 2 | Khách mời (Ep. 8)                                 |           |
| 2019 | Arm Share                    | Khách mời (Ep. 83)                                |           |
| 2020 | Talk with Toey               | Khách mời (Ep. 42)                                |           |
| 2021 | AJ & JJ's Journey Season 2   | Host                                              |           |
| 2021 | Safe House 2: Winter Camp    | Thành viên chính thức                             | [ 10 ]    |
| 2022 | Young Survivors              | Khách mời (Ep. 5)                                 |           |
| 2022 | Super Match                  | Khách mời (Ep. 11)                                |           |